# Liste der Naturdenkmale in Riol
Die Liste der Naturdenkmale in Riol nennt die im Gemeindegebiet von Riol ausgewiesenen Naturdenkmale (Stand 3. Juni 2024).

## Naturdenkmale
| Nr.         | Bezeichnung | Lage                                                    | Beschreibung | Bild                                    |
| ----------- | ----------- | ------------------------------------------------------- | ------------ | --------------------------------------- |
| ND-7235-418 | Eiche       | südöstlich des Ortes an der L 150; Abteilung Munik Lage | Quercus sp.  | Direkt Bild zu diesem Denkmal hochladen |